# Slobodan Komljenović
Slobodan Komljenović (cyryl. Слободан Комљеновић; ur. 2 stycznia 1971 we Frankfurcie nad Menem) – piłkarz, występujący na pozycji obrońcy. Mimo iż urodził się w RFN, reprezentował barwy Jugosławii.
Większość swojej kariery zawodniczej spędził w Niemczech. Profesjonalną karierę zaczynał w Eintrachtcie Frankfurt. Za granicą występował w hiszpańskim Realu Saragossa.
Pomimo tego, że nigdy nie reprezentował barw żadnego klubu z Jugosławii to w 1994 został powołany do reprezentacji tego kraju, z którą wystąpił na Mistrzostwach Świata we Francji oraz na EURO 2000 w Belgii i Holandii. Karierę zakończył w 2006 roku, a jego ostatnim klubem było TSV 1860 Monachium